# Scyllarus vitiensis
Scyllarus vitiensis är en kräftdjursart som först beskrevs av James Dwight Dana 1852.  Scyllarus vitiensis ingår i släktet Scyllarus och familjen Scyllaridae. Inga underarter finns listade i Catalogue of Life.